# Partido Liberal Democrata (Portugal)
O Partido Liberal Democrata (PLD) resultou da alteração da denominação em 2011 do anterior partido Movimento Mérito e Sociedade (MMS) que havia sido fundado em Lisboa, Setembro de 2007, por Eduardo Baptista Correia; Francisco Gomes de Oliveira, Raul Eduardo Esteves, Marcelo Pinho e outros, que iniciaram em 2007 uma campanha de recolha de assinaturas para o converter em partido político.

## História

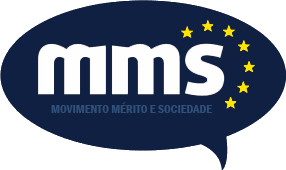
Símbolo do MMS

No dia 29 de abril de 2008 foram entregues 8.400 assinaturas para dar início ao processo de constituição do partido. Foi reconhecido pelo Tribunal Constitucional no mesmo mês. Em bom rigor, o Partido só veio a conhecer a "Luz do Dia" porque houve a capacidade de "pressão"  junto do Tribunal Constitucional para que a(s) assinatura(s) em questão para a constituição de um Partido Político em Portugal não fossem necessariamente acompanhadas de uma Declaração emitida pela Junta de Freguesia que validasse a sua inscrição como Eleitor. Foi efetivamente essa a "chave" para que se conseguisse proceder à recolha de assinaturas em "tempo record", evoluindo para uma "ficha de assinatura" apenas com a indicação do Numero do Bilhete de Identidade, assinada de acordo com aquele documento de identificação, cabendo, posteriormente, ao orgão competente validar a validade de cada uma daquelas assinaturas.
Apresentou listas em 2009 para os três actos eleitorais executados nesse ano, Eleições Europeias, Legislativas e Autárquicas, não tendo eleito nenhum deputado em nenhum dos actos e apresentando uma votação próxima dos restantes pequenos partidos.
Durante o ano de 2010, Francisco Gomes de Oliveira, apresenta-se, como candidato único, a eleições no Partido, sendo democraticamente eleito com os votos de mais de metade dos militantes do Partido, promovendo a alteração do Partido para Partido Liberal Democrata, primeiro Partido com a palavra "LIBERAL" na sua designação depois da revolução de 25 de Abril de 1974.
Pretendendo ter um Partido de Matriz Social Liberal, a ideia seria posicionar um projeto político na área do Centro, entre o Partido Socialista e o Partido Social Democrata.
Com uma "base" de apoio próxima dos 300 militantes, Francisco Gomes de Oliveira ainda promoveu a aproximação ao ALDE GROUP (Aliança dos Democratas e Liberais pela Europa) e tentou "agregar" em torno de um projeto Social Liberal alguns movimentos e associações de cidadãos (como o MLS - Movimento Liberal  Social), tendo concluído que não seria, ainda, em 2013 o tempo para um Partido Liberal em Portugal.
Em junho de 2014, depois de uma "perseguição" sem tréguas aos Mandatários Financeiros dos três atos eleitorais (2009) a que o Ex-MMS (Movimento Mérito e Sociedade) se apresentou, foi requerida ao Tribunal Constitucional a dissolução do partido, decisão que foi indeferida em setembro desse ano por, supostamente, não cumprir os requisitos legais aplicáveis, situação NUNCA ANTES vista no País, mas que se justifica pelo interesse em "aproveitar" o Partido em questão para as eleições previstas para o ano seguinte.
No entanto, aliando o Congresso Deliberativo de Extinção do PLD, ao facto de o partido não ter vindo a concorrer aos actos eleitorais dos últimos anos (a Lei dos Partidos Políticos prevê que deve ser o representante do Ministério Público, junto do Tribunal Constitucional a promover a extinção de um Partido quando este não se apresenta a eleições durante seis anos consecutivos, - alínea b) do número 1. do Artigo 18º Lei 2/2003, de 22 de Agosto). Foi, apenas, por já ter sido requerida, formalmente, a sua Extinção, que não foram apresentadas as contas relativas a 2013 e 2014. Depois de vários Requerimentos apresentados ao Tribunal Constitucional e de uma audiência solicitada à Procuradoria Geral da República em Julho de 2019, que nunca chegou a acontecer, a sua extinção foi decretada pelo Tribunal Constitucional a 26 de novembro de 2019.

## Resultados eleitorais

### Eleições legislativas
| Data | Líder                    | CI. | Votos  | %             | +/- | Deputados | +/- | Status            | Notas |
| ---- | ------------------------ | --- | ------ | ------------- | --- | --------- | --- | ----------------- | ----- |
| 2009 | Eduardo Baptista Correia | 9.º | 16 616 | 0,29 / 100,00 |     | 0 / 230   |     | Extra-parlamentar |       |

### Eleições europeias
| Data | Cabeça de Lista      | CI. | Votos  | %             | +/- | Deputados | +/- |
| ---- | -------------------- | --- | ------ | ------------- | --- | --------- | --- |
| 2009 | Carlos Alberto Gomes | 9.º | 21 636 | 0,61 / 100,00 |     | 0 / 22    |     |

### Eleições autárquicas
(Resultado que excluem os resultados de coligações envolvendo o partido)
| Data | CI.  | Votos | %             | +/- | Presidentes CM | +/- | Vereadores | +/- | Assembleias Municipais | +/- | Assembleias de Freguesias | +/- |
| ---- | ---- | ----- | ------------- | --- | -------------- | --- | ---------- | --- | ---------------------- | --- | ------------------------- | --- |
| 2009 | 16.º | 1 569 | 0,03 / 100,00 |     | 0 / 308        |     | 0 / 2 078  |     | 0 / 6 946              |     | 0 / 34 672                |     |